# Agkistrocerus
Agkistrocerus is een vliegengeslacht uit de familie van de dazen (Tabanidae).

## Soorten
- A. finitma (Stone, 1938)
- A. megerlei (Wiedemann, 1828)